# Wałky (obwód czernihowski)
Wałky (ukr. Валки) – wieś na Ukrainie, w obwodzie czernihowskim, w rejonie pryłuckim, w hromadzie Suchopołowa. W 2001 liczyła 523 mieszkańców, spośród których 517 wskazało jako ojczysty język ukraiński, 15 rosyjski, a 1 mołdawski.